# 阿倍秋麻呂
阿倍 秋麻呂（あべ の あきまろ）は、飛鳥時代から奈良時代にかけての貴族。氏姓は（阿倍）狛朝臣のち阿倍朝臣。阿倍比等古の孫。官位は正五位下・常陸守。

## 経歴
文武朝の慶雲2年（705年）従六位上から三階昇進して従五位下に叙爵し、和銅元年（708年）常陸守に任ぜられる。和銅4年（711年）自らの本姓は阿倍であるが、かつて用明朝にて祖父の比等古が高句麗に遣わされたことに因んで狛（狛朝臣）姓を号していた。従って狛は本来の姓ではないため、本姓である阿倍（阿倍朝臣）に復すことを希望し、改姓を許された。
和銅8年（715年）従五位上に昇叙され、元正朝の養老4年（720年）正五位下に至る。

## 官歴
『続日本紀』による。
- 時期不詳：従六位上
- 慶雲2年（705年） 12月27日：従五位下
- 和銅元年（708年） 3月13日：常陸守
- 和銅4年（711年） 12月12日：狛朝臣から阿倍朝臣に改姓
- 和銅8年（715年） 4月25日：従五位上
- 養老4年（720年） 正月11日：正五位下